# Якопо дель Казентіно
Я́копо дель Казенті́но (також Я́копо Ланді́но; італ. Jacopo del Casentino; прац. бл. 1315 — бл. 1349) — італійський живописець.

## Біографія

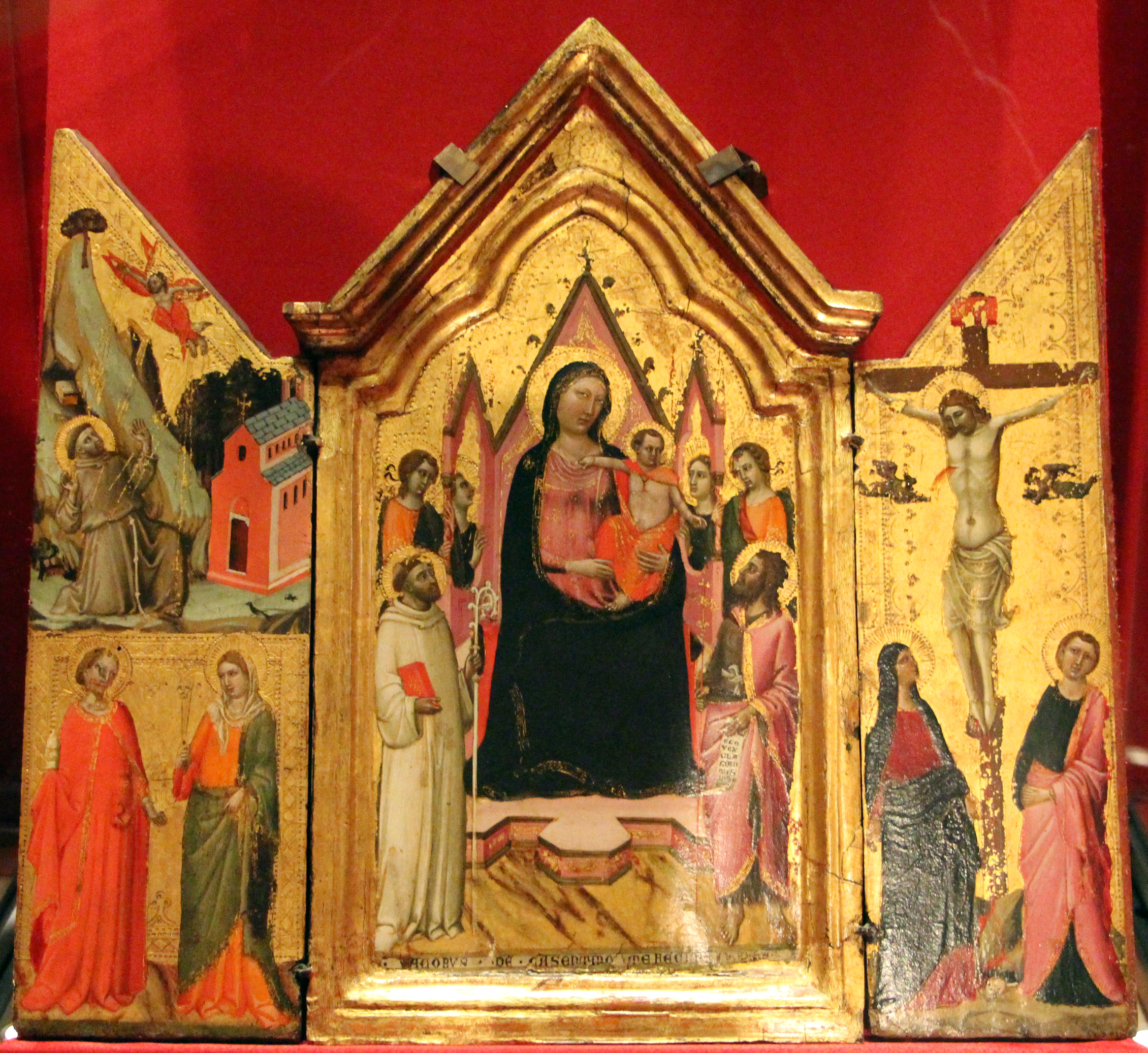
«Мадонна на троні в оточенні янголів і святих» (Триптих), бл. 1320—25, Галерея Уффіці, Флоренція

Обставини життя Якопо дель Казентіно практично невідомі. Джорджо Вазарі згадує про нього у своїх «Життєписах» (1550), однак помилково зараховує художника до родини Ландіні, називаючи його при цьому Аретіне із Пратовеккйо. Про походження художника свідчить «Триптих Каньйоли» (який знаходиться у Галереї Уффіці у Флоренції), підписаний «де Казентіно», а також два документи, що датуються першою половиною XIV століття, в яких під цим іменем згадується флорентійський художник, який перебував на навчанні у Майстра св. Цецилії. Відтворити життя Казентіно за його роботами також не уявляється можливим, оскільки лише дві його роботи точно датовані — «Введення у храм» (1330, дата знайдена на рамі під час реставрації) і «Мадонна з немовлям» (1342).
Картини, що приписуються Казентіно, традиційні і типові для живопису треченто. Зображені фігури статичні, золотий фон, на якому вони написані, практично позбавлений глибини. Разом з тим у них помітні спроби зобразити лінійну перспективу, показати зміни масштабу фігури у просторі, що свідчить про те, що художник був знайомий з відкриттями його відомих сучасників — Дуччо і Джотто.